# Landelijke Vereniging tot Behoud van het Historisch Bedrijfsvaartuig

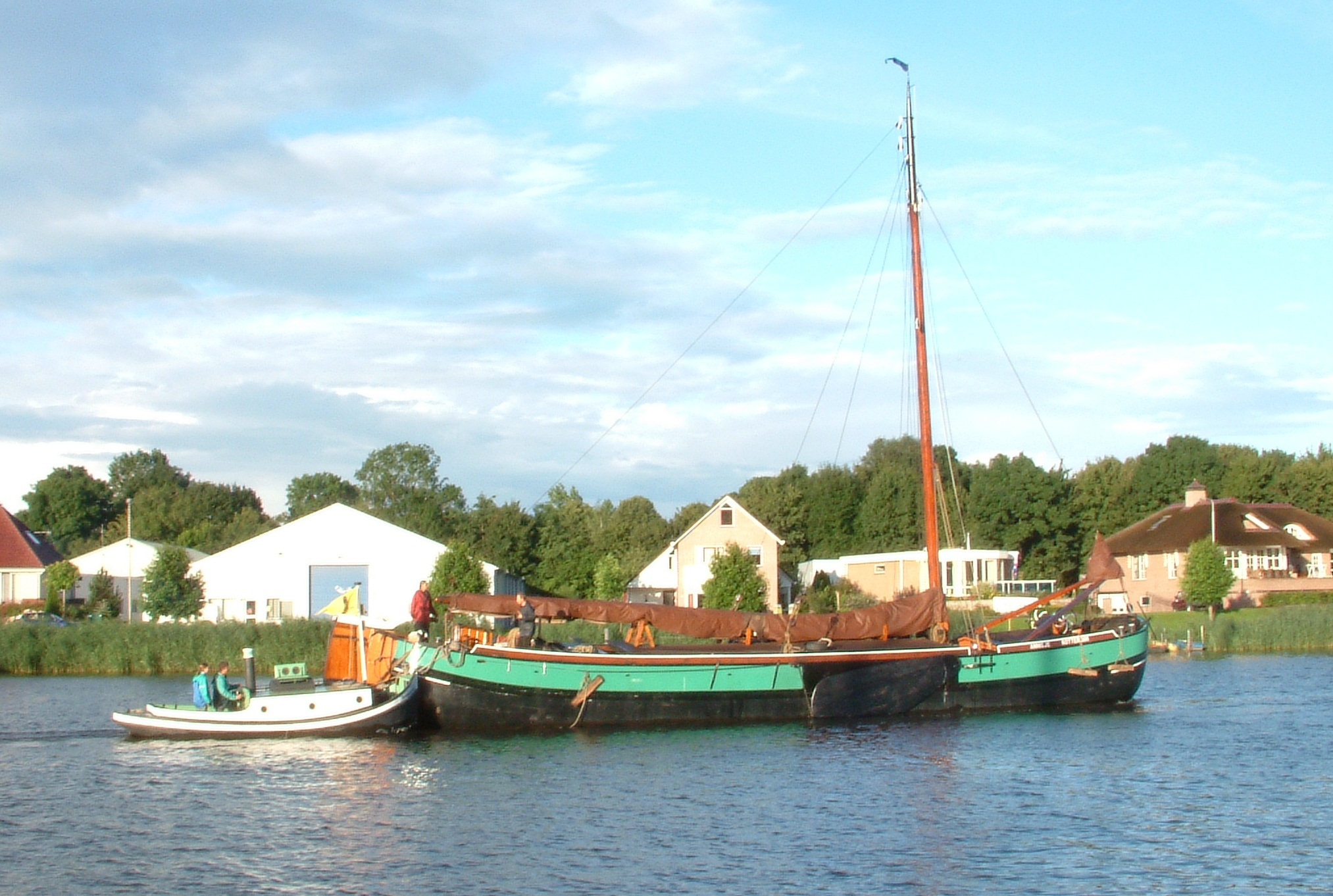
De Annigje, opgeduwd voor Hasselt.

De Landelijke Vereniging tot Behoud van het Historisch Bedrijfsvaartuig (LVBHB) is in 1974 opgericht als Het Zeilend Bedrijfsvaartuig. De LVBHB opereert ook onder de werknaam "het Historisch Bedrijfsvaartuig". In de LVBHB zijn mensen georganiseerd die kennis hebben van het behouden en restaureren van historische bedrijfsvaartuigen, alsmede de liefhebbers daarvan. De vereniging stelt zich ten doel: "het behoud van historische bedrijfsvaartuigen, waarmee oorspronkelijk op de Nederlandse wateren enig bedrijf is uitgeoefend en waarvan het karakter overwegend bewaard is gebleven, alsmede het in stand houden van ambachten die hierbij betrokken zijn geweest."
Oktober 2021 had de vereniging bijna 2000 leden, waarvan een bescheiden aantal in het buitenland woont. Twee jaar eerder met ruim 2500 schepen, die of in restauratiestadium, of al in de vaart zijn. De meeste van deze schepen zijn aangemeld bij het Register Varend Erfgoed Nederland. Dit register is opgezet door de Federatie Oud Nederlandse Vaartuigen, tegenwoordig Federatie Varend Erfgoed Nederland (FVEN) geheten, waarbij de LVBHB is aangesloten.

## Historische bedrijfsvaartuigen
Historische bedrijfsvaartuigen zijn schepen, waarmee de oorspronkelijke schipper vroeger zijn brood verdiende door de handel, de beurtvaart, de passagiersvaart, de sleepvaart of de visserij. Op deze schepen is de toenmalige scheepsbouw en het werken en leven aan boord zichtbaar en voelbaar gebleven. In overdrachtelijke zin zijn ze te groot voor het servet van de watersport en te klein voor het tafellaken van de beroepsvaart. Als ze "groot vaartuig" zijn (20 meter of langer of een blokvolume hebben van 100 m3 of meer) moeten ze technisch voldoen aan het ES-TRIN, evenals de schepen uit de beroepsvaart. Ze kunnen dan gecertificeerd worden als pleziervaartuig. Het ES-TRIN bevat ook bepalingen voor traditionele vaartuigen, er is echter pas een enkel schip als zodanig gecertificeerd.

## Behoud van de schepen
Door het behoud van historische bedrijfsvaartuigen wordt een voor Nederland belangrijk varend cultureel erfgoed in stand gehouden. Behouden door gebruik, vaak als woonschip. Met deze schepen behouden havens en vaarwegen hun oorspronkelijke levendige karakter en zijn de havensteden een beleving voor toeristen en recreanten. Dankzij de inspanningen van vele particuliere eigenaren bezit Nederland nog steeds een bijzonder grote collectie voormalige bedrijfsvaartuigen. Van klippers en tjalken tot stoomslepers en van pakschuiten tot Luxe Motors. Veel historische schepen zijn op verzoek te bezichtigen. In tegenstelling tot museumschepen worden de schepen op eigen kosten van de eigenaren onderhouden. Ook aan de vervanging van een klassieke dieselmotor door een milieuvriendelijker exemplaar wordt door overheden niets bijgedragen, waar voor de vervanging bij schepen in de beroepsvaart wel subsidies beschikbaar zijn.

## Behoud van de kennis en ervaring
De tweede rol van behoudsorganisaties is om een volgende generatie eigenaren van oude schepen op het gebied van varen met hun schip kennis en ervaring op te laten doen. Manoeuvreren onder zeil, varen met een lamme arm, de kneepjes van het scheepsstoombedrijf en zo voort. Eigenaren die in verenigingsverband zo kennis en ervaring opdoen zullen zich in de vaart zekerder voelen. De LVBHB geeft restauratieadviezen en organiseert jaarlijks enkele bijeenkomsten. De zomerreünie, onder de naam Erfgoedmanifestatie, vindt eind juli op een telkens wisselende plaats, wel de belangrijkste is. In 2022 in Gouda. 

## Belangenbehartiging
Achter de schermen is de LVBHB actief in overlegorganen op diverse niveaus om de belangen van (eigenaren van) de voormalige bedrijfsvaartuigen te behartigen. Bij voorzieningen voor de watersport wordt met deze categorie niet tot nauwelijks rekening gehouden en op de drukke vaarwegen kijkt de beroepsvaart vaak letterlijk neer op hun eigen oude schuitjes. Een historisch bedrijfsvaartuig is slechts een levend object wanneer het vaart. Het zal dus actief gebruikt moeten en kunnen worden. Bij het weer openen van historische vaarwegen zal rekening gehouden moeten worden met een realistische grootste gemene deler van afmetingen en kruiphoogte van historische schepen.
De vereniging is vaak gesprekspartner voor overheden en anderen die schepen willen betrekken in hun monumentenbeleid en bij hun historische havens en vaarwegen. Het bestuur is vertegenwoordigd in diverse andere organisaties die de belangen van de historische schepen vertegenwoordigen en behartigen. Organisaties als de European Maritime Heritage (EMH). De kracht van de behoudsorganisaties ligt in het vrijwillige karakter van de inspanning. 

## Verenigingsschip

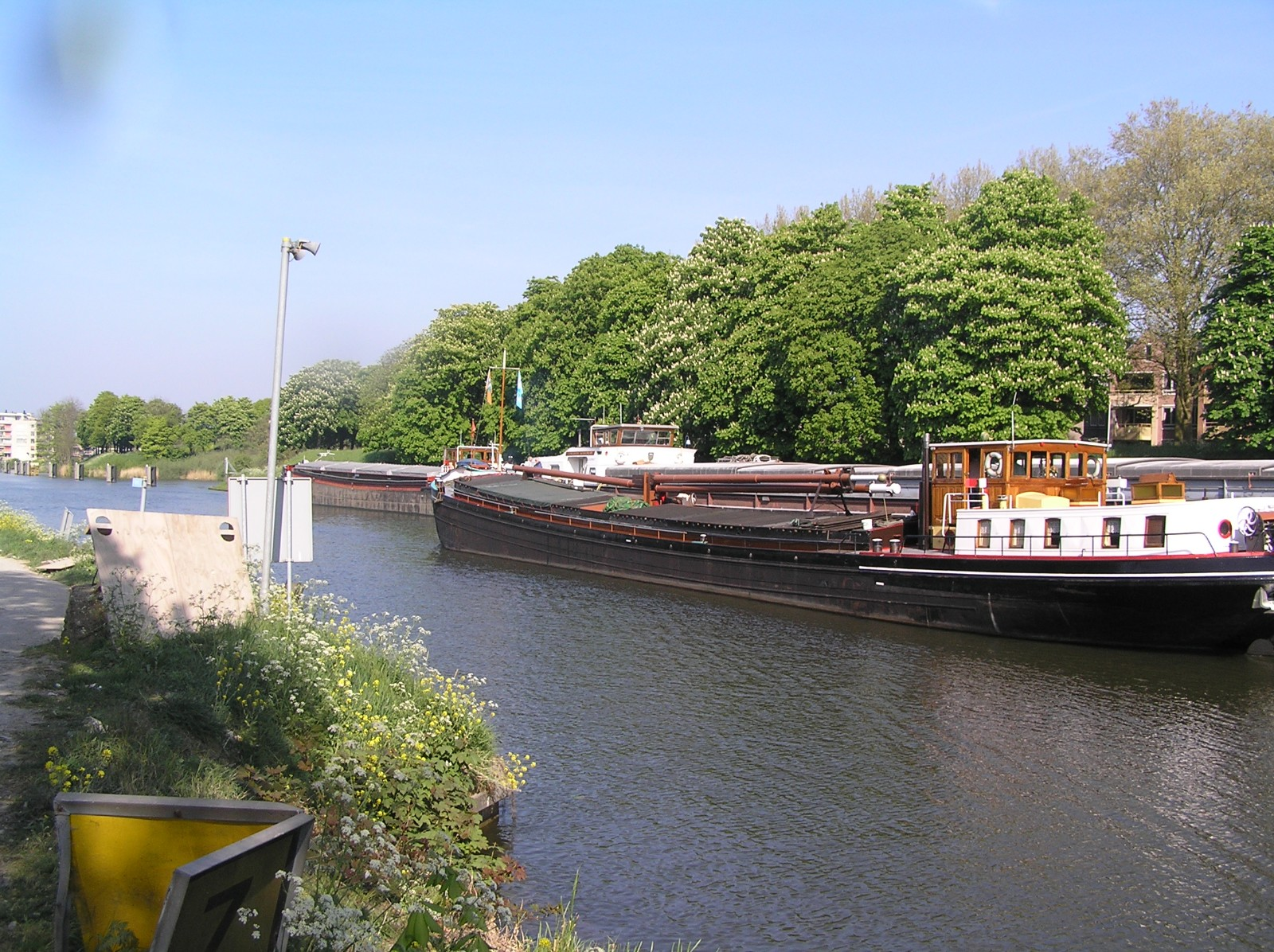
De Terra Nova op het Merwedekanaal in Gorinchem.

De vereniging kan gebruikmaken van de Terra Nova, een varend monument uit 1929. 
- Lengte 50,00 meter
- Breedte 6,60 meter
- Diepgang 1,15 meter
- Gemeten 431 ton
- Brandmerk 781 B Leid 1929
- ENI-nummer: 03030781
- Sbase 1590
- Motor: VOLVO Penta TAMD121D van 365 pk

Het schip is ondergebracht in de Terra Nova Stichting.

## Vaste werkgroepen
- Historische scheepsbouw
- Oude motoren en opduwers
- Kennisdeling
- Stuurvrouwen
- Communicatie & PR
- Reilen & Zeilen
- Kleine zeilvaart
- Havens en ligplaatsen
- Schouwcommissie
- Evenementen
- Wet- & Regelgeving

## Periodieken
Daarnaast geeft de vereniging een periodiek in druk uit, de Bokkepoot, en een elektronische nieuwsbrief, de Bulletalie. Ze dienen voornamelijk als kennis en informatiebron voor de eigen leden, maar dienen tevens ter representatie voor de vereniging. 